# Hans-Jörg Schramm
Hans-Jörg Schramm (* 7. Juli 1935 in Freital, Sachsen; † 20. Oktober 2015) war ein deutscher Politiker (CDU) und Mitglied des Niedersächsischen Landtages.

## Leben
Hans-Jörg Schramm kam 1946 aus der Sowjetischen Besatzungszone ins Emsland und besuchte in Meppen von 1946 bis 1954 ein humanistisch ausgerichtetes Gymnasium. Im Anschluss absolvierte er im selben Ort eine Lehre als Einzelhandelskaufmann im Textilgewerbe. Im Jahr 1957 trat er in den Dienst der Bundeswehr und arbeitete dort im technischen und im Kfz-Bereich an etlichen Standorten. Mit seiner Wahl in den Niedersächsischen Landtag wurde er ab Mai 1982 als Oberstleutnant außer Dienst gestellt. 
Im CDU-Bundesfachausschuss für Sicherheitspolitik wirkte er als Mitglied mit. Er übernahm den Aufsichtsratsvorsitz in der Reise- und Verkehrsbüro Oldenburg GmbH und war dort auch Mitglied der Gesellschafterversammlung. In Oldenburg war er von 1974 bis 1996 Mitglied des Stadtrates. Er fungierte als stellvertretender Beigeordneter, war Vorstandsmitglied in der Ratsfraktion der CDU, Mitglied des Kulturausschusses und übernahm den Vorsitz im Oldenburger Bau- und Planungsausschuss.
In der 10. Wahlperiode (21. Juni 1982 bis 20. Juni 1986) war Hans-Jörg Schramm für den Wahlkreis Oldenburg-Nord Mitglied des Niedersächsischen Landtages.
Er war verheiratet und hatte drei Kinder. Er war evangelisch und Rechtsritter des Johanniterordens.